# Герб комуни Б'юргольм
Герб комуни Б'юргольм (швед. Bjurholm kommunvapen) — символ шведської адміністративно-територіальної одиниці місцевого самоврядування комуни Б'юргольм.

## Історія
Герб ландскомуни Б'юргольм було прийнято 1951 року. У 1974 році після адміністративно-територіальної реформи цю комуну було скасовано і герб не використовувався. Після поновлення комуни 1983 року їй повернули й герба, перереєстрованого 1987 року.

## Опис (блазон)
У синьому полі розширена золота хвиляста балка, на якій іде чорний бобер із червоними очима, язиком і пазурами.

## Зміст
Зображення бобра містилося на парафіяльній печатці з ХІХ ст. Давнє застаріле слово Bjur перекладається як «бобер». Тому цей знак є номінальним символом.